# پنولا (آلاباما)
پنولا (به انگلیسی: Panola) شهرکی در شهرستان سامتر ایالت آلاباما است که مساحت آن ۱٫۸۶ کیلومترمربع است و در سرشماری سال ۲۰۱۰ میلادی، ۱۴۴ نفر جمعیت داشته و تراکم جمعیتی آن، ۷۷٫۴۲ در کیلومترمربع بوده است.